# 투르크메니스탄 해군
투르크메니스탄 해군(투르크멘어: Türkmenistanyň Harby-deňiz Güýçleri)은 투르크메니스탄군의 해군 전투 부서이다. 투르크메니스탄 해군의 날은 매년 10월 9일에 기념되었다. 해군 병력은 2009년까지 국경수비대가 지휘했다.

## 역사
투르크메니스탄 해군은 1992년 창설되었고, 992년부터 1997년까지 투르크메니스탄 국방부 국경부대 소속으로 투르크멘바시에 배치된 후 투르크메니스탄 국경관리국 예하에 편입된 별도의 국경경비선과 보트로 존재하였다. 2009년 8월, 구르반굴리 베르디무함메도프 대통령은 "투르크메니스탄 국민의 평화로운 생활을 방해하고 싶은" "국제 테러집단"과 같은 외부의 위협으로부터 국가를 보호하는 데 사용될 것이라며 새로운 독립 해군 창설을 발표하였다. 2009년 10월 1일, 베르디무함메도프는 종전의 투르크메니스탄 해군을 무효라고 선언하였다. 2010년 1월 22일, 해군 발전을 위한 5년간의 프로그램이 시행되어 국방부 소속으로 국가 해군을 창설할 수 있는 기반이 마련되었다.
2015년 그 5년의 기간이 끝날 무렵, 해군은 창설 이래 첫 번째 주요 활동을 하였다. 투르크메니스탄 해군 함정이 이란 발 어선을 향해 발포하여 침몰시키고 어부 중 1명이 사망하였다. 이란 언론은 해군의 행동을 "외교 규범을 초월한 국제법에 반하는 움직임"이라고 언급하였다. 2017년 9월에는 카스피해에서 첫 번째 해군 훈련을 개최하였다. 2018년 초에는 해군을 강화하기 위한 노력을 지속하였다.
2021년 8월 11일, 베르디무함메도프 대통령은 해군 최초의 국산 콜벳 데니즈 칸을 임명했다.

## 해군 교육

### 투르크멘 해군 연구소
2010년 6월 투르크메니스탄 국가안전보장회의는 투르크멘바시에 해군사관학교 설립을 발표하였다. 2015년 해군의 날에 구르반굴리 베르디무하메도프 대통령에 의해 공식적으로 문을 열었다. 이는 투르크메니스탄에서 가장 최근에 설립된 군사교육기관 중 하나이다. 2014년 9월에는 해군사관학교 생도 100여 명이 OSCE가 주관하는 해상국경안보 및 항만관리에 관한 훈련과정에 참석하였다. 후보생들은 투르크메니스탄 국방부의 입학시험 결과를 바탕으로 해군사관학교에 입학하게 된다.

### 전문 해군 학교
전문 해군 학교는 국방부의 일부인 투르크멘 청소년들을 위한 기숙 학교이다. 전문 해군 학교에서 공부하기 위해서는 도덕적으로 교육을 받고 신체적으로 강한 학생들뿐만 아니라 7학년인 청소년들이 필요하다.

## 같이 보기
- 투르크메니스탄군
- 투르크메니스탄 육군
- 투르크메니스탄 공군